# Komorów (województwo podkarpackie)
Komorów – wieś w Polsce położona w województwie podkarpackim, w powiecie kolbuszowskim, w gminie Majdan Królewski.
| SIMC    | Nazwa           | Rodzaj     |
| ------- | --------------- | ---------- |
| 0799150 | Bujanów         | część wsi  |
| 0799167 | Górki           | część wsi  |
| 0799173 | Góry Królewskie | część wsi  |
| 0799180 | Kamionka        | część wsi  |
| 0799196 | Koniec          | część wsi  |
| 0799138 | Osiczyny        | przysiółek |
| 0799204 | Osiczyny        | część wsi  |
| 0799210 | Podchoina       | część wsi  |
| 0799227 | Podmurynia      | część wsi  |
| 0799233 | Podrzecze       | część wsi  |
| 0799240 | Podtrąba        | część wsi  |
| 0799256 | Poręby          | część wsi  |
| 0799262 | Świńska Krzywda | część wsi  |
| 0799279 | Zagóra          | część wsi  |
| 0799285 | Zagórze         | część wsi  |
| 0799291 | Zarzeka         | część wsi  |

Powierzchnię Komorowa dominują lasy (346 ha) i użytki rolne (981 ha). Wieś liczy w sumie 311 domostw.
W Komorowie znajdują się m.in. Publiczna Szkoła Podstawowa, stacja BP i hotel – restauracja Astoria. W miejscowości znajduje się również parafia pw. Najświętszej Maryi Panny Matki Kościoła z kościołem parafialnym. Wieś leży na trasie drogi krajowej nr 9 Rzeszów-Radom i linii kolejowej relacji Rzeszów-Rozwadów.
Nazwy obiektów fizjograficznych:
- las - Borki, Pasmuga,
- łąka - Jeziorek, Murynia,
- pole - Ogrody, Pod Borem, Pod Granicą, Pod Motylową Górą,
- pastwisko - Pod Cyranką.

## Historia
Komorów powstał najwcześniej z całego rejonu Gminy Majdan Królewski. W 1571 r. dzięki staraniom starosty sandomierskiego Hieronima Gostowskiego, za zgodą Zygmunta II Augusta założono w osadzie urząd leśniczy lasów sandomierskich. W 1599 Komorów miał już status wsi z wójtostwem. W 1772 w wyniku I rozbioru, Komorów i okoliczne wsie znalazły się pod panowaniem Austrii. W okresie II wojny światowej, wieś była częściowo wysiedlona. W latach 1975–1998 miejscowość administracyjnie należała do województwa tarnobrzeskiego.

## Bibliografia

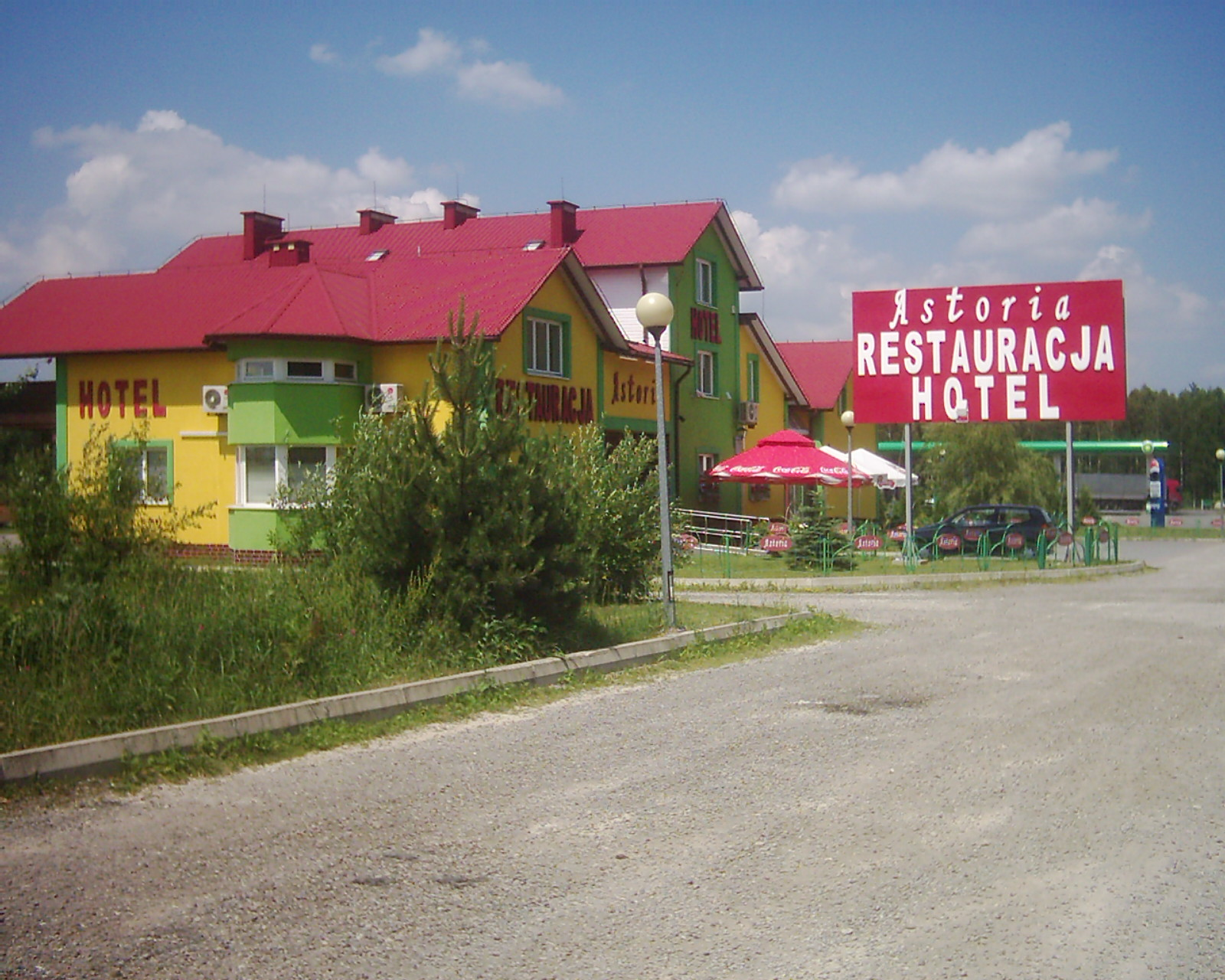
Hotel i restauracja Astoria
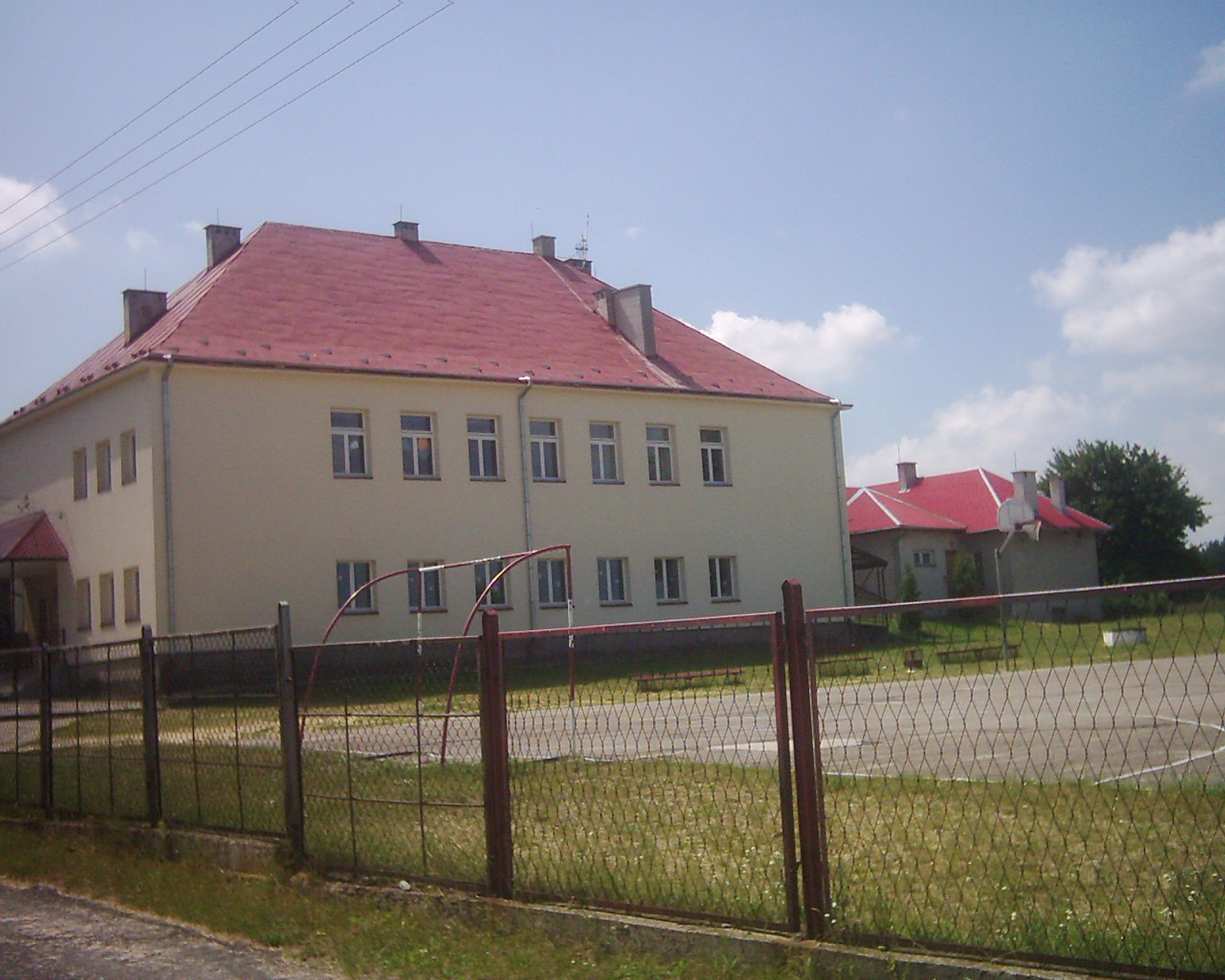
Szkoła Podstawowa w Komorowie